# Daniel Keita-Ruel
Daniel Keita-Ruel (* 21. September 1989 in Wuppertal) ist ein deutsch-französischer Fußballspieler.

## Karriere

### Jugend
Daniel Keita-Ruels Vater kommt aus dem Senegal, seine Mutter stammt von der französischen Mittelmeerinsel Korsika. Er wurde im nordrhein-westfälischen Wuppertal geboren und begann mit dem Fußball in der Jugend des Wuppertaler SV. Im Jahr 2006 schloss er sich der Jugend von Borussia Mönchengladbach an.

### Auf dem Weg zum Profi-Fußballspieler
2008 wechselte Keita-Ruel von der Jugend der Mönchengladbacher in die erste Mannschaft des damaligen Oberligisten Bonner SC. Im Saisonverlauf kam er zu 21 Einsätzen und drei Treffern. Zur Saison 2009/10 ging er zurück zum Wuppertaler SV, der damals in der 3. Liga spielte. In seiner ersten Saison blieb ihm ein Stammplatz verwehrt, er spielte in sechs Spielen. Am Ende stiegen die Wuppertaler aus der 3. Liga ab. In der Regionalliga kam er zu 20 Einsätzen. Sein Vertrag lief im Sommer 2011 aus, ein Probetraining beim FSV Frankfurt blieb erfolglos. Keita-Ruel kehrte nach Wuppertal zurück, um für die WSV-Reserve in der Niederrheinliga zu spielen.

### Drei Jahre im geschlossenen Vollzug
Im September 2011 wurde Keita-Ruel festgenommen, weil er an vier Raubüberfällen beteiligt gewesen war. Gemeinsam mit sieben Komplizen soll er mehr als 100.000 Euro erbeutet haben. Der Strafprozess begann im März 2012; Keita-Ruel wurde wegen schweren Raubes zu fünfeinhalb Jahren Haft verurteilt. Keita-Ruel stellte seine Entwicklung – über die Kriminalität und den anschließenden Strafvollzug hin zum Profifußball – in einem autobiografischen Werk dar.

### Neuanfang im Ligaalltag
Zur Saison 2014/15 verpflichtete ihn der Oberligist Ratingen 04/19, nachdem er in den offenen Vollzug gekommen war. In der Hinrunde schoss der Stürmer in zwölf Spielen drei Tore. Im Januar 2015 musste er zurück in den geschlossenen Vollzug. Zur Saison 2015/16 kehrte er in den Kader von Ratingen 04/19 zurück und erzielte in 32 Ligaspielen elf Tore. In der Saison 2016/17 stand Keita-Ruel beim Regionalligisten SG Wattenscheid 09 unter Vertrag, für den er zwölf Tore erzielte.
Keita-Ruel wurde in der Sommerpause 2017 vom SC Fortuna Köln für die 3. Liga verpflichtet. In der Spielzeit 2017/18 erzielte er insgesamt 15 Tore und gab 7 Torvorlagen, war damit bester Torschütze der Kölner und gehörte insgesamt zu den zehn besten Torjägern der Liga. Am 28. Spieltag dieser Drittligasaison wurde er nach zwei Toren im Spiel gegen den Chemnitzer FC vom Sportmagazin Kicker zum Spieler dieses Spieltages gewählt.
Zur Saison 2018/19 wechselte Keita-Ruel zur SpVgg Greuther Fürth in die 2. Bundesliga. Bei dem fränkischen Verein unterschrieb er einen Zweijahresvertrag. Zur Saison 2020/21 wechselte er zum SV Sandhausen, wo er in seinem ersten Spiel drei Tore erzielte. Am 17. Februar 2022 gab der SV Sandhausen die Vertragsauflösung im beiderseitigen Einvernehmen bekannt.
Im August 2022 schloss er sich dem Drittligisten SV Waldhof Mannheim an.

## Veröffentlichungen
- mit Harald Braun: Zweite Chance. Mein Weg aus dem Gefängnis in den Profifußball. Kiepenheuer & Witsch, Köln 2020, ISBN 978-3-462-05362-3. (Autobiografie)